# 蒂娜·蒙松
蒂娜·蒙松（瑞典語：Tina Månsson，1968年4月22日—），瑞典前女子冰球运动员，场上位置是前锋。她曾代表瑞典国家队参加1998年冬季奥林匹克运动会冰球比赛，获得第五名。